# دنیای گمشده سندباد
دنیای گمشده سندباد (به ژاپنی: 大盗賊 Daitōzoku)، دای توزوکو، فیلمی به کارگردانی تانیگوچی سنکیچی است که در سال ۱۹۶۳ اکران شد. از بازیگران آن می‌توان به توشیرو میفونه و می هاما اشاره کرد.